# Tiroteos de Pucallpa de 2024
La tiroteos de Pucallpa de 2024 fueron dos tiroteos masivos desarrollados el 16 de enero y el 3 de febrero de 2024 en Pucallpa, al oriente del Perú. Los ataques fueron perpetrados por motivos desconocidos, aunque relacionado con temas mentales y de sicariato, dejó como saldo cuatro muertos y diez heridos.

## Contexto
Ambos ataques fueron desarrollados, de acuerdo a los registros de la Policía Nacional del Perú (PNP), por motivaciones emocionales; según el Instituto Especializado de Salud Mental “Honorio Delgado- Hideyo Noguchi” dependiente del Ministerio de Salud en un estudio de 2005 en la amazonia peruana, a la cual pertenece Pucallpa, el «21 de cada 100 pobladores» sufren de trastorno depresivo. En 2018 el Essalud de la Región Ucayali el 70% de ciudadanos que acuden al centro médico sufren depresión y ansiedad.
Por otra parte, la ciudad también vive en un ambiente con existencia del hampa, sicariato y narcotráfico, incluso en la frontera entre Brasil y Perú de la parte de la región Ucayali se registra que tiene  presencia de filiales del Comando Vermelho, que suele enfrentarse a las autoridades peruanas.

## Primer tiroteo

### Discoteca Vifre
El incidente fue desarrollado en la discoteca de Vifre, dentro de la zona de «Casa Blanca» en el distrito de Yarinacocha, dentro de la provincia de Coronel Portillo, al noroeste del departamento de Ucayali.

### Ataque
El suceso fue dado entre las 4:00 y las 5:00 a. m. hora peruana, en la discoteca Vifre, el atacante identificado como Juan Daniel Guerreros Tafur ingresó al centro nocturno y se dirigió hacia la parte en donde estaba ubicado Bryan Campos Vega junto a sus acompañantes, Guerreros le disparó en la cabeza a Campos, quién cayó al instante al piso, los amigos del atacado comenzaron a atacar con botellas cortadas al atacante.
El forcejeo logró que Guerreros salga del local, pero dejando herido a varios de los acompañantes. El Escuadrón Verde de la Policía Nacional del Perú (PNP) capturó al asesino.

### Víctimas
Campos quedó muy malherido por el ataque, y de acuerdo a América Televisión fue trasladado por la policía al Hospital Amazónico de Pucallpa en donde falleció, la PNP no mencionó si la víctima tenía relación alguna con su asesino. Los heridos fueron llevado al mismo centro hospitalario y fueron identificados como Ronald Hildebrando Huanio, Paul Soto Díaz, José Lagos Hernández, Edgar Yaicate Solsol, Done Jeremy Arroliga Escobar y Jovani Pino Izquierdo.

## Segundo tiroteo

### Discoteca de El Escape
El incidente se llevó a cabo en la discoteca nocturna de El Escape ubicada en la esquina de la Avenida Miraflores, dentro de la zona conocida como «José Olaya», en el mismo distrito de Pucallpa mencionado.

### Ataque

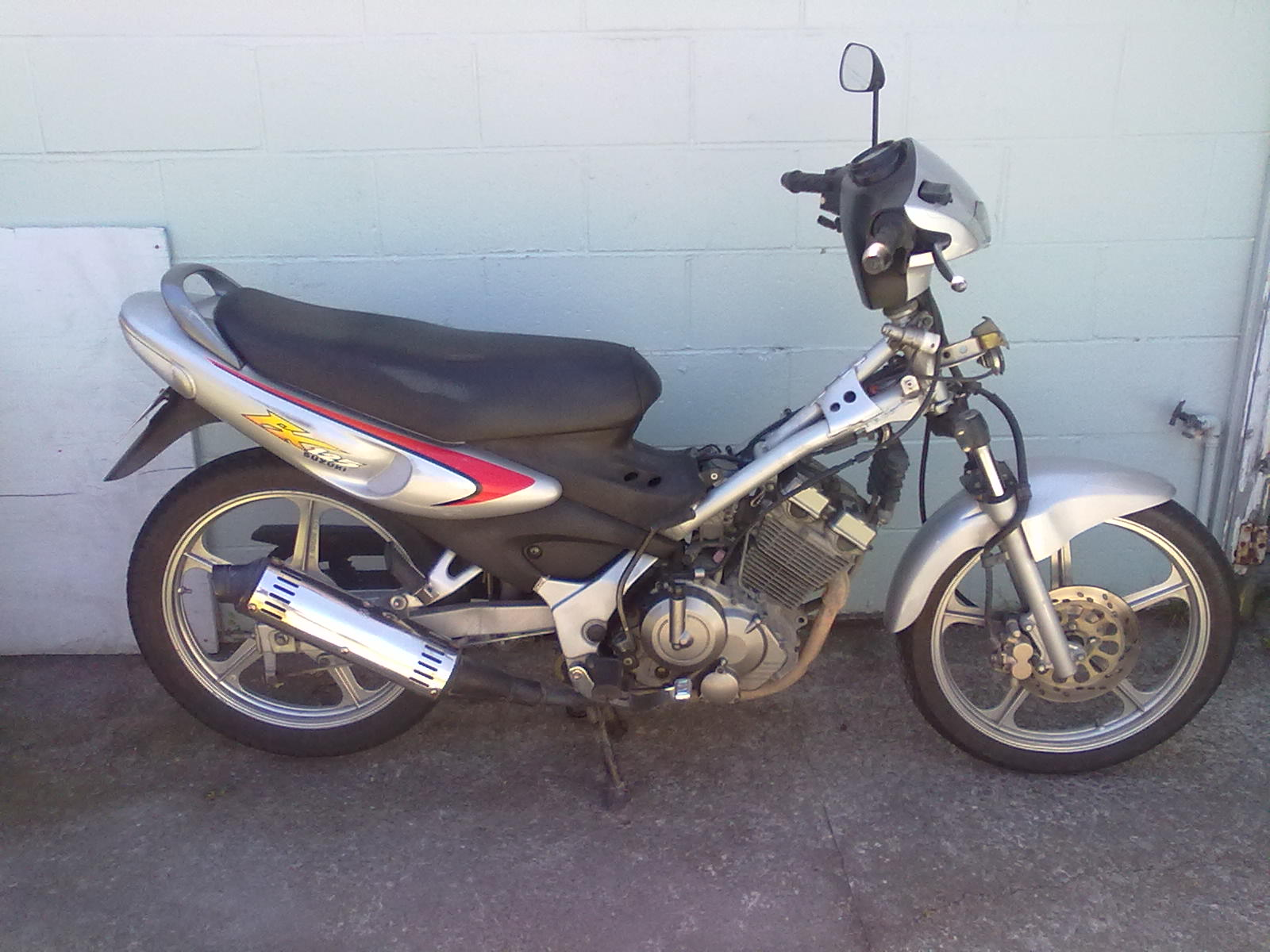
Una chacacera, es el nombre que en la selva se le da a las underbone semidesmontadas pero funcionales. En este tipo de vehículo llegaron los asesinos a la discoteca.

El suceso se desarrolló a las once de la noche hora peruana, cuando dos personas cubiertas de gorro y mascarilla ingresaron al local fingiendo que solo asistían para pasar el rato, ya instalados y sin levantar sospechas. Uno de los atacantes siguió a Bill Garbin Sangama Gama (de 24 años) al baño y lo disparó seis veces por la espalda.
Provocado el caos, el tiroteador principal se mimetiza entre la muchedumbre asustada, en paralelo la vigilancia del local decide levantar el cuerpo de Sangama y depositarlo en la calle, a vista de los vecinos y transeúntes, es en ese momento de distracción que un segundo ataque, sin saber si fue el primer tiroteador o su acompañante el que realizó la nueva agresión, se da contra Ruyter Mauricio Gonzales Mariche (de 31 años), uno en la garganta y otro en el pecho. Las personas ya aterrorizadas presencian un tercer ataque contra María Encarnación Pantoja Salaverry de 28 años con dos disparos en el cuerpo.
Los atacantes comienzan a disparar al azar y ya en su éxtasis los atacantes se pierden antes de que llegue la PNP al sitio.

### Víctimas
Sangama Gama murió en el acto, mientras que Gonzales Mariche y Pantoja Salaverry fueron trasladados por la policía al Hospital Regional de Pucallpa en donde fallecieron por la gravedad de sus heridas. Los otros heridos eran cuatro y se identificaron como Karen Águila Ríos de 44 años, Verónica Echevarría Silvano de 29 años, Oscar Alberto Zumba Pérez de 46 años y Juan Gómez Panduro de 29 años. Zumba y Gómez eran trabajadores de la discoteca y resultaron heridos por intentar detener a los asesinos.
De acuerdo a Andina Sangama y Gonzales tenían antecedentes penales, mientras que el diario Extra expresa que Pantoja también tenía antecedentes, además de ser madre de dos menores. El primero fue detenido en octubre de 2021 al ser acusado de robar autos y ser el líder del grupo criminal "Los terribles de la Urubamba"; el segundo fue arrestado por el Departamento de Robo de Vehículos (Deprove) en marzo de 2021 al acusarlo de robar una bicicleta.

## Reacción e investigación
El gobernador de Ucayali Manuel Gambini Rupay expresó que espera que las autoridades competentes resuelvan el caso.
En el ataque del 16 de enero la Policía Nacional del Perú (PNP) designó a la DEPINCRI para investigar el crimen. La PNP dijo que el atacante Juan Daniel Guerreros era estudiante de la Facultad de ingeniería ambiental de la Universidad Nacional de Ingeniería y contaba con licencia para la portación de armas.
Sobre el ataque del 3 de febrero la PNP informó que el ataque probablemente se llevó como forma de venganza, y que las víctimas conocían y habían tenido altercados con los victimarios.